# Gálosfa
Gálosfa község Somogy vármegyében, a Kaposvári járásban.

## Fekvése
Kaposvártól délkeletre, Hajmás és Bőszénfa között fekszik. Lakott területei a 66-os és 67-es főutakat összekötő, Sántos-Bőszénfa közti 6621-es úton érhetők el, de központjába csak az abból északnyugat felé kiágazó 66 159-es számú mellékút vezet.

## Története
Gálosfa nevét 1425-ben említette először oklevél Galusfalva alakban írva. Az oklevél szerint Szerdahelyi Csepel János fiai, Imre és Dancs, valamint Szerdahelyi Dersfi Márton, a zselicszentjakabi apátsággal szemben tartottak jogot e helységre. 1489-ben Szerdahelyi István birtokaként volt említve. Az 1536. évi adólajstromban Gálosfalva alakban fordult elő, ekkor Imrefy Péter özvegyének birtoka volt. 1626-ban Imrefy Farkas az ura és később az özvegye volt itt birtokos. Egy 1703 körüli és az 1715. évben készült összeírásban Festetics Pál szerepelt földesuraként és még az 1900-as évek elején is e családé, ekkor gróf Festetics Pál volt a nagyobb birtokosa és a községbeli régi kúriát is a Festetics család építtette. 1715-ben 12 háztartását írták össze. 1804. november 16-án a helység országos vásárok tartására nyert szabadalmat.
1910-ben Somogy vármegye Kaposvári járásához tartozott.
1910-ben 774 lakosából 727 magyar, 47 német volt. Ebből 761 római katolikus, 8 izraelita volt.
A Szentluka-pusztán 1798-ban kápolnát emeltek, de ez megsemmisült. 
A községhez tartoztak a következő lakott helyek is: Szentluka-puszta, Kistótváros-puszta és Nagytótváros-major, Gálosfától nyugatra esett Törjék-puszta is: 

### Szent-Lukácsfalva
Szentluka-puszta helyén feküdt a középkorban Szent-Lukácsfalva helység is, amely már az 1332–1337. évi pápai tizedjegyzékben is szerepelt S. Luca alakban és már ekkor egyházas hely volt. 1346-ban a zselicszentjakabi benedekrendi apátság birtoka volt. 1424-ben a pálosok is kaptak itt birtokrészeket. 1489-ben Szerdahelyi István birtoka volt. 

### Tótfalu
Kistótváros és Nagytótváros helyén feküdt a középkorban Tótfalu, amely 1452-ben Szerdahelyi Csepel János fiainak; Imrének és Dancsnak, valamint Szerdahelyi Dersfi Mártonnak a birtoka volt. 1478-ban pedig Szerdahelyi Dancs Pál birtokaként említették. 1489-ben Tothfalw, másként Draka alakban említették az oklevelek.  

### Terjék
Törjék-puszta helyén a középkorban Terjék (Therjék) helység feküdt, amely 1425–1489 között ugyancsak a Szerdahelyi családé volt.

## Közélete

### Polgármesterei
- 1990–1994: Radics István (FKgP)[3]
- 1994–1995: Horváth János (FKgP)[4]
- 1995–1998: Kővári Ferenc (független)[5][6]
- 1998–2002: Kővári Ferenc (független)[7]
- 2003–2006: Tóth József (független)[8]
- 2006–2010: Tóth József (független)[9]
- 2010–2014: Tóth József (független)[10]
- 2014–2019: Gáspár József (független)[11]
- 2019–2024: Gáspár József (független)[12]
- 2024– : Gáspár József (független)[1]

1995. június 18-án időközi polgármester-választást tartottak a településen, mert Horváth János májusban lemondott a tisztségéről. A 2002. október 20-án megtartott önkormányzati választás után a polgármester-választás tekintetében nem lehetett Gálosfán eredményt hirdetni az első helyen kialakult szavazategyenlőség miatt. Abban az évben a hivatalban lévő polgármesternek három női kihívója is akadt (és mindhárman le is győzték őt); a választás napján a 251 szavazásra jogosult lakos közül 196 fő járult az urnákhoz, egyikük érvénytelen szavazatot adott le, az érvényes szavazatok közül pedig egyaránt 73-73 esett Bárdosi Józsefné és Papp Terézia független jelöltekre (37,44%-37,44%). Az emiatt szükségessé vált időközi polgármester-választást 2003. április 27-én tartották meg; ezen a korábbi holtverseny két szereplője közül csak Bárdosiné indult el, de több mint kétszeres szavazatszámmal legyőzte őt egy új polgármesteri aspiráns.

## Népessége
A település népességének változása:
| Lakosok száma | 230  | 225  | 218  | 195  | 219  | 219  | 218  |
|               | 2013 | 2014 | 2015 | 2021 | 2022 | 2023 | 2024 |

A 2011-es népszámlálás során a lakosok 87,5%-a magyarnak, 6,6% cigánynak, 0,4% horvátnak mondta magát (12,5% nem nyilatkozott; a kettős identitások miatt a végösszeg nagyobb lehet 100%-nál). A vallási megoszlás a következő volt: római katolikus 74,2%, református 2%, evangélikus 0,4%, felekezet nélküli 1,6% (21,5% nem nyilatkozott).
2022-ben a lakosság 89,5%-a vallotta magát magyarnak, 5% cigánynak, 0,9% németnek, 0,9% egyéb, nem hazai nemzetiségűnek (9,6% nem nyilatkozott; a kettős identitások miatt a végösszeg nagyobb lehet 100%-nál). Vallásuk szerint 53% volt római katolikus, 4,6% református, 0,5% egyéb keresztény, 0,5% egyéb katolikus, 16,9% felekezeten kívüli (24,7% nem válaszolt).

## Nevezetességei
- Római katolikus temploma 1808-ban épült. Azelőtt sövényből készült temploma volt.
- Festetics-kastély
- A faluban két műemléki védelem alatt álló Nepomuki Szent János-szobor is van: az egyiket, amely 1795-ből származik (230 éves), Szentlukapusztáról telepítették át a templom elé,[17] a másik szintén körülbelül ebből az időből, a 18. és 19. századok fordulója tájáról származik.[18]
- A településen áthalad a Dél-Dunántúli Kéktúra.

### Képek

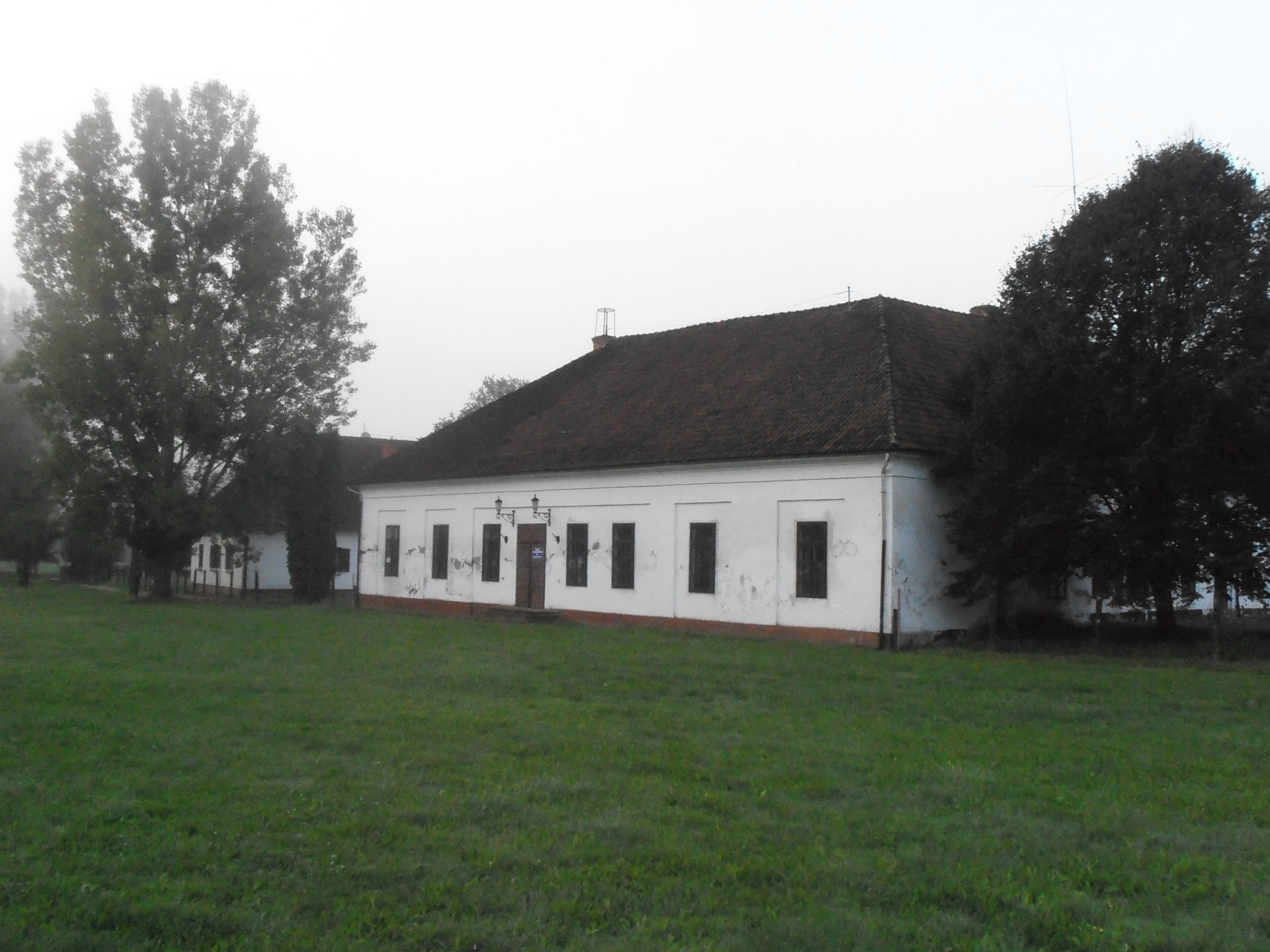
A Festetics-kastély
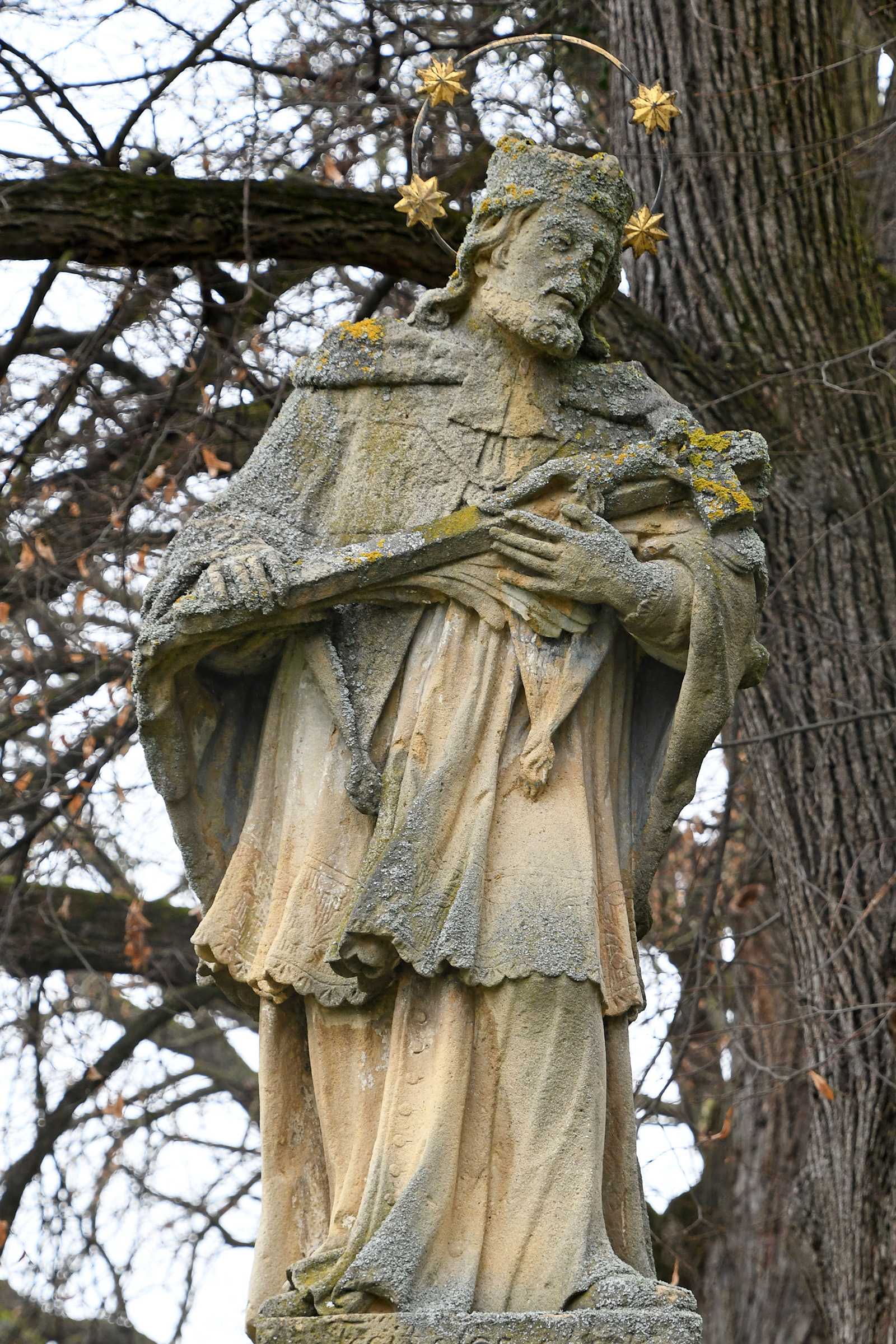
A templomkerti Nepomuki Szent János-szobor (1795, barokk)
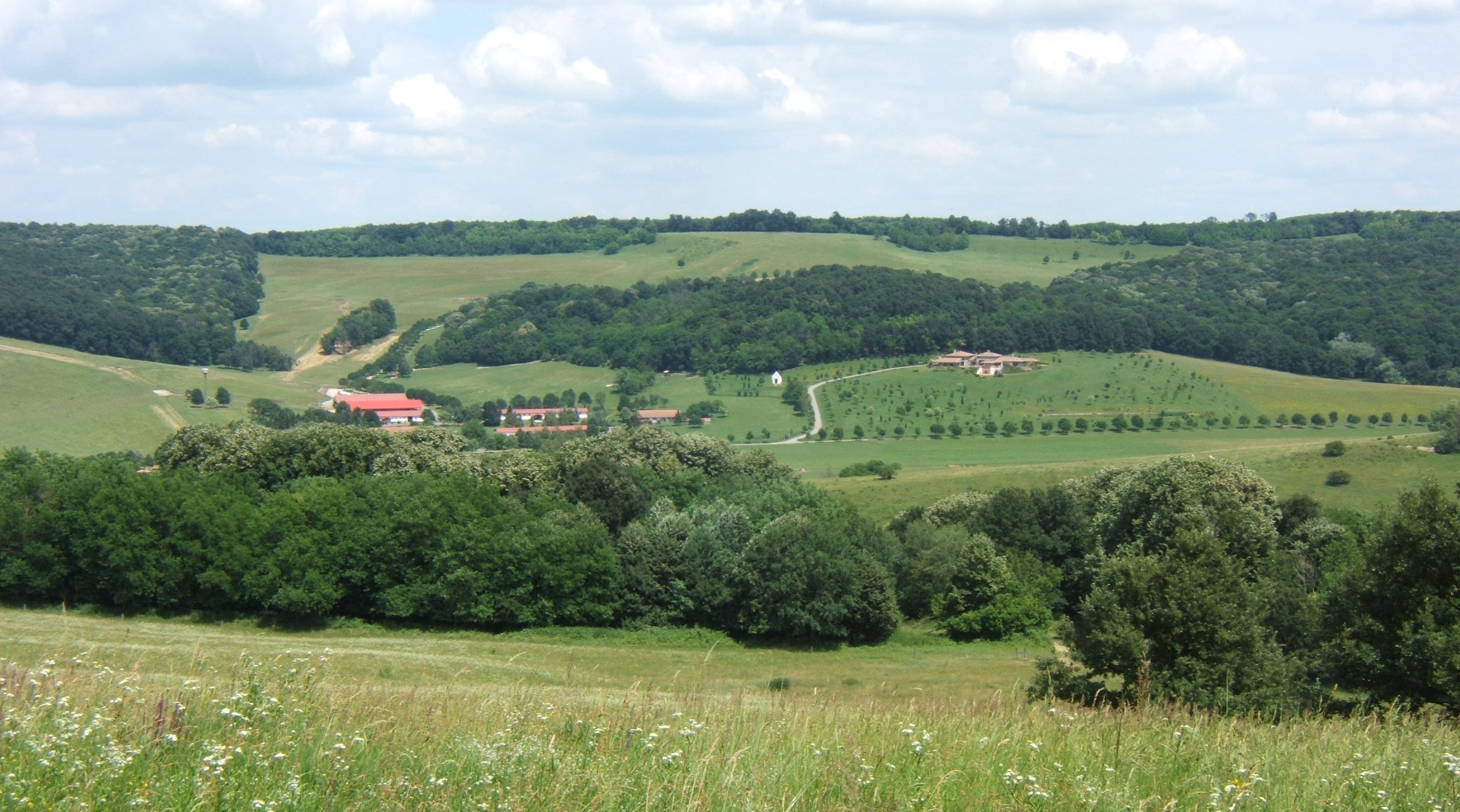
A Gálosfához tartozó Kistótváros látképe